# Pouy-Loubrin
Pouy-Loubrin är en kommun i departementet Gers i regionen Occitanien i sydvästra Frankrike. Kommunen ligger i kantonen Saramon som tillhör arrondissementet Auch. År 2022 hade Pouy-Loubrin 84 invånare.

## Befolkningsutveckling
Antalet invånare i kommunen Pouy-Loubrin
Referens:INSEE